# William Shrewsbury
William James Shrewsbury (* 15. Februar 1795 in Deal (Kent); † 25. Februar 1866 in Bacup) war ein britischer methodistischer Geistlicher, der als Missionar auf den Westindischen Inseln und in Südafrika gewirkt hat. Er ist auch als Gegner der Sklaverei bekannt geworden.

## Leben
Shrewsbury wurde 1816 als Missionar nach Tortola entsandt, der größten und am dichtesten besiedelten der Britischen Jungferninseln. Dort arbeitete er zwei Jahre lang, wechselte dann nach Grenada und 1820 nach Barbados. Er wurde aus Barbados ausgewiesen, als eine religiös motivierte Verfolgung im Nachgang von Bussa’s Rebellion einsetzte. In den Randalen nach der Rebellion wurde die methodistische Kirche in Barbados zerstört, die auf Land errichtet worden war, das von Sarah Ann Gill zur Verfügung gestellt wurde. Eine Debatte, die am 23. Juni 1825 von Thomas Buxton MP im House of Commons geleitet wurde, schloss mit einer Resolution, dass Mitglieder des House:

„erklären, dass sie mit höchster Verärgerung die skandalösen und übermutigen Verletzungen des Gesetzes sehen; und nachdem sie mit größter Genugtuung die Anweisungen gesehen haben, welche von dem Staatssekretär seiner Majestät an den Gouverneur von Barbadoes gesandt wurden, um eine Wiederholung vergleichbarer Zornesausbrüche zu verhindern, versichern sie untertänigst seine Majestät (George IV.) ihrer Bereitschaft in jeder Massnahme ihm zu folgen, welche seine Majestät notwendig erachtet um umfassenden Schutz und religiöse Toleranz für alle Untertanen seiner Majestät in diesem Teil seiner Majestäts' Herrschaftsbereich zu gewähren.“

Shrewsbury diente später als Missionar unter den Xhosa in Südafrika.
1843 veröffentlichte er den Traktat Christian thoughts on free trade: in a letter to Thomas, David & Peter Whitehead. Die Brüder Thomas, David und Peter Whitehead waren methodistische Geschäftsleute aus Rawtenstall.

## Schriften
- Hildegarde H. Fast: The journal and selected letters of Rev. William J. Shrewsbury, 1826–1835. First missionary to the Transkei. Witwatersrand University Press, Johannesburg 1994.